# Heinz Siedentop
Heinz Siedentop (* 31. Dezember 1952 in Gifhorn) ist ein deutscher mathematischer Physiker und Mathematiker.
Siedentop studierte ab 1972 Physik an der TU Braunschweig, an der er 1982 bei Adolf M. Klaus Müller (1931–1995) in mathematischer Physik promoviert wurde. Er war 1989 bis 1991 an der Princeton University und ab 1989 Professor an der TU Braunschweig, 1990/91 Associate Professor an der University of Alabama in Birmingham, ab 1991 Professor an der Norwegischen Technischen Hochschule in Trondheim, ab 1993 an der Universität Oslo und ab 1997 war er Professor an der Universität Regensburg. Von 2000 bis zu seiner Pensionierung 2018 war er schließlich Professor für Angewandte Mathematik an der Ludwig-Maximilians-Universität München. Er war dort Dekan seiner Fakultät.
Er befasst sich mit mathematischer Quantenmechanik, insbesondere im Rahmen mit Untersuchungen zur Stabilität der Materie (nach Lieb-Thirring).

## Schriften
- mit Jan Derezinski (Herausgeber): Large Coulomb Systems. Lecture Notes on Mathematical Aspects of QED. Springer Verlag, Lecture Notes in Physics, 2006.
- mit Elliott Lieb, Michael Loss: Stability of relativistic matter via Thomas-Fermi-Theory. Helvetica Physica Acta, Band 69, 1996, S. 974–984.
- mit Elliott Lieb, Jan Solovej: Stability of relativistic matter with magnetic fields. Physical Review Letters, Band 79, 1997, S. 1785.